# 秋庭太郎
秋庭 太郎（あきば たろう、1907年5月19日 - 1985年3月17日）は、日本演劇学者。永井荷風研究で著名である。

## 人物
東京府東京市深川区生まれ。1930年東洋大学支那哲学文学科卒業。同大学在学中の1929年に江戸時代から明治時代にかけての文学や演劇、風俗の資料収集し『軟文学研究』を刊行。1937年に『東都明治演劇史』を刊行後、応召。陸軍少佐として従軍し、中国および南方を転戦する。戦時中、特にニューギニアでの体験談をまとめた『ニューギニアの戦い: 秋庭太郎遺稿』が秋庭の死後、鈴木元明監修によって発刊されており、奇跡的な生還だったとのこと。戦後復員し、1946年から日本大学図書館に勤務、館長を務めた。1957年に『日本新劇史』が昭和31年度（1956年度）第7回芸能選奨の演劇部門を受賞 。のち商学部で教授を務める。
日本近現代演劇史のほか永井荷風研究に優れた業績を挙げ、1977年、『永井荷風傳』で読売文学賞受賞。
1985年3月17日、肺癌のため文京区の東京都立駒込病院で死去。77歳没。

## 永井荷風と僧籍
永井荷風に心酔し、荷風研究は秋庭にとって代表的なテーマとなった。
『永井荷風傳』の編纂にあたっては杉野喜靖から多数の資料提供を受けていた。また、杉野の仲介で荷風と関連ある人物と片っ端から面接を行っていたという。この時に秋庭と初対面した廣瀬千香は「まことに礼儀正しく軽口などはきかず、かといって厳しすぎる窮屈士でもなかった」と自身の著書の中で回想している。
秋庭の永井荷風への惚れ込み具合は非常に強く、「荷風に倣って自身も生涯独身を貫き、僧籍に入った」と紅野敏郎が著書『「學鐙」を読む・続』で紹介している。しかし、秋庭自身は荷風と面識を得ることは容易だったはずなのに、本人とは直接会おうとせず、荷風の葬儀も荷風宅には赴いたものの、近隣人々と葬列を見守っただけであったという。
「妻なく子なく家もなく」が口癖で、僧籍に入ったのは1979年のインタビューで19年前と語られている。法名は光信。僧侶生活に入るのが青年時代からの夢で、「浄土宗本山で修行のあと、堂守りなどして一人静かにすごしたい」と語っていた。しかし、宮岸泰治が1983年に訪ねて行ったときには、年齢的に朝夕の勤めを行う自信がなく、結局普通の部屋を借りての起居している旨を語っていたとのこと。

## 逸話
日本大学時代に、秋庭の日本新劇史の授業を受けていた声優の古川登志夫によると、普段着として和服の袴姿で夏は浴衣を着用、鞄は持たずに風呂敷に著書や教科書を包んで登校し教鞭を奮っていた名物教授だったとのことである。また、試験で白紙を配り「設問一 文学と劇文学の際につき知られるところを記されよ」という1問を出すだけだったという。その答えとして紙いっぱいまで、授業で習ったことなど知ってることを書くだけだったが、時間が足りなく途中までで「神様助けて」などと書くと「我神ならざらん」と+60点を付けてくれた。このため人気があり、授業は学生いっぱいだったという。
小説家の館淳一も大学時代に出張で来た秋庭の授業を受けており、その時の服装もやはり羽織で裸足に雪駄という和装で頭髪を剃り上げており、その授業は「まことに面白かった」と感想を述べている。

## 著書
- 東都明治演劇史 （中西書房 1937年）。復刻（鳳出版 1975年）
- 明治の演劇 （中西書房 1937年）
- 三題ばなし考 （秋庭太郎（私家版） 1949年）
- 日本新劇史（上・下 理想社 1955-56年、復刊1971年）
- 考證 永井荷風 （岩波書店 1966年、復刊1983年）
  - 考証 永井荷風（岩波現代文庫（上・下） 2010年5月）
- 金富町の家 （岩波書店 1971年2月）
- 荷風の戯曲 （岩波書店 1972年1月）
- 永井荷風傳 （春陽堂書店 1976年）。復刻（クレス出版 2002年6月）
- 三遊亭円朝 （落語のすべて 落語史の人びと：學燈社 1978年）
- 荷風外傳 （春陽堂書店 1979年）
- 新考 永井荷風 （春陽堂書店 1983年）
- ニューギニアの戦い 秋庭太郎遺稿（私家版（鈴木元明 監修）基友会本部 1988年）